# Кашкаров, Даниил Николаевич
Дании́л Никола́евич Кашка́ров (30 марта [11 апреля] 1878 — 26 ноября 1941) — советский зоолог, эколог. Один из основателей отечественной школы экологов. Исследователь центральноазиатской фауны, доктор биологических наук (1934), внёс вклад в области психологии животных.

## Биография
Д. Н. Кашкаров родился 30 марта (11 апреля) 1878 года в Рязани, в многодетной семье врача губернского земства Николая Петровича Кашкарова (из обедневших дворян) и Анны Петровны Кашкаровой (урождённой Скалон). В 1896 году окончил Рязанскую классическую гимназию, и в этом же году поступил на естественное отделение физико-математического факультета Московского университета, был учеником академика Михаила Александровича Мензбира. В 1899 году за участие в студенческих волнениях был выслан на два года из Москвы. Окончил университет в 1903 году и был оставлен на кафедре сравнительной анатомии и зоологии позвоночных для подготовки к профессорской должности. Однако, власти Москвы отказались выдать ему требовавшееся свидетельство о благонадежности, поэтому Д. Н. Кашкаров вновь поступил в университет на медицинский факультет, который окончил в 1908 году и вновь был оставлен в университете профессором М. А. Мензбиром, получив утверждение в должности. В 1912 году молодой учёный получил трёхгодичную командировку за границу для работы над диссертацией. Он работал в университетах Тюбингена (Германия), Граца и Вены (Австрия), а также на Океанических курсах в г. Берген (Норвегия). В 1914 году досрочно вернулся в Россию.
С 1915 по 1919 годы Д. Н. Кашкаров читал лекции в Московском университете. В 1915 году получил звание приват-доцента, а в 1916 году защитил диссертацию и получил звание магистра зоологии и сравнительной анатомии.
В начале 1919 году был избран профессором Саратовского университета, а позже, по рекомендации Л. С. Берга, профессором нового Туркестанского (Среднеазиатского) университета.
В феврале 1920 года выехал, вместе с другими сотрудниками нового университета, в Ташкент, куда эшелон прибыл лишь в апреле. В новом университете Д. Н. Кашкаров стал во главе основанной им кафедры зоологии, принимал активное участие в организации физико-математического, медицинского и сельскохозяйственного факультетов.
Именно в Ташкенте Даниил Николаевич активно начинает заниматься экологическими исследованиями и природоохранной деятельностью. С 1923 года начинает участвовать в экспедициях Среднеазиатского комитета по делам музеев и охраны памятников старины, искусства и природы в Средней Азии с целью организации заповедников. В 1924 году стал читать курс лекций по экологии в Среднеазиатском университете. В конце 1931 года он направляет в Народный Комиссариат Просвещения РСФСР докладную записку с просьбой оградить от истребления в Туркестанском крае сайгаков.
Летом 1928 года учёный направляется в США в семимесячную командировку, где знакомится с ведущими американскими экологами, в том числе Виктором Шелфордом, организатором и первым президентом Экологического общества Америки, посещает все крупные национальные парки США. О результатах своей поездки учёный опубликовал ряд статей на родине, сделал несколько выступлений. В 1931 году вместе с В. В. Станчинским Даниил Николаевич основывает первый в СССР экологический журнал — «Журнал экологии и биоценологии» (позднее издавался в виде сборников статей под общим названием «Вопросы экологии и биоценологии»).
Д. Н. Кашкаров был одним из первых в Средней Азии, кто занимался созданием заповедников. Так, в апреле 1930 года на Казахстанском краеведческом съезде в Алма-Ате он выступает с докладом «Принципы охраны природы и устройство заповедников».
О необходимости создания заповедника в урочище Арсланбоб он говорит на 1 Всероссийском съезде по охране природы в сентябре 1929 года в Москве. Причастен учёный к организации в 1927 году заповедника Джебаглы (Аксу-Джебаглы) в Казахстане. Лишь в 1960 году был организован Сары-Челекский заповедник, о необходимости создания которого Даниил Николаевич писал еще в 1927 году.
Учёный немало сделал и для популяризации дела охраны природы. До сих пор пользуется большим успехом его книга «Животные Туркестана». Он часто выступал с докладами и лекциями.
Во время экспедиции в пустыню Бетпак-Дала в 1933 году Д. Н. Кашкаров заболел. В результате он был вынужден осенью 1933 года переехать в Ленинград, где возглавил кафедру зоологии позвоночных Ленинградского государственного университета и созданную им лабораторию экологии животных. Д. Н. Кашкаров в качестве основных специальных курсов кафедры ввел териологию, герпетологию и орнитологию. Несомненной исторической вехой в развитии зоологии позвоночных и подготовке зоологических кадров явилось созданное Д. Н. Кашкаровым совместно с В. В. Станчинским выдающееся учебное пособие «Курс зоологии позвоночных», выдержавшее несколько изданий. Этот курс до сих пор не потерял своего значения, несмотря на несколько устаревшую систематику и громоздкость. Его знаменитый учебник «Основы экологии животных» (1938) стал настольной книгой не только зоологов, но и биологов всех направлений. В Ленинграде Кашкаров меньшее внимание уделял природоохранной деятельности, однако консультировал Комитет по заповедникам, являлся депутатом районного совета.
Умер Даниил Николаевич от сердечного приступа на станции Хвойная (ныне — Новгородская область) 26 ноября 1941 года во время эвакуации из Ленинграда.

## Сочинения
- Курс биологии позвоночных. — М.; Л., 1929.
- Среда и сообщество (основы синэкологии). — М.: Государственное медицинское издательство, 1933.
- Кашкаров Д. Н., Жуков А. Н., Станюкович К. В. Холодная пустыня Центрального Тянь-Шаня : Результаты Экспедиции ЛГУ летом 1934 г. / Ленингр. гос. ун-т им. А. С. Бубнова. — Л.: Изд. ЛГУ, 1937. — 168 с.
- Экология домашних животных // Памяти М. А. Мензбира. — М.; Л., 1937.
- Курс зоологии позвоночных животных. — 2-е изд. — М.; Л., 1940 (совм. с В. В. Станчинским).
- Кашкаров Д. Н. Основы экологии животных / Д. Н. Кашкаров. — 2-е изд., испр. и перераб. — Л.: Государственное учебно-педагогическое издательство Наркомпроса РСФСР, 1944. — 382, [1] с.